# V411 Близнецов
V411 Близнецов (лат. V411 Geminorum) — двойная затменная переменная звезда типа W Большой Медведицы (EW) в созвездии Близнецов на расстоянии (вычисленном из значения параллакса) приблизительно 9652 световых лет (около 2959 парсек) от Солнца. Видимая звёздная величина звезды — от +15,78m до +15,47m. Орбитальный период — около 0,4326 суток (10,382 часа)*.

## Характеристики
Первый компонент — жёлтая звезда спектрального класса G. Эффективная температура — около 5793 К.
Второй компонент — жёлтая звезда спектрального класса G.